# 拉费泰
拉费泰（法語：La Ferté，法語發音：[la fɛʁte]）是法国汝拉省的一个市镇，属于隆斯勒索涅区。

## 地理
拉费泰（46°56'32"N, 5°39'33"E）面积11.75 平方千米，位于法国勃艮第-弗朗什-孔泰大區汝拉省，该省份为法国东部内陆省份，北起上索恩省，西北接科多尔省，西临索恩-卢瓦尔省，南至安省，东与杜省和瑞士接壤。
与拉费泰接壤的市镇（或旧市镇、城区）包括：乌南、欧蒙、马特奈、莫朗博、沃德雷。

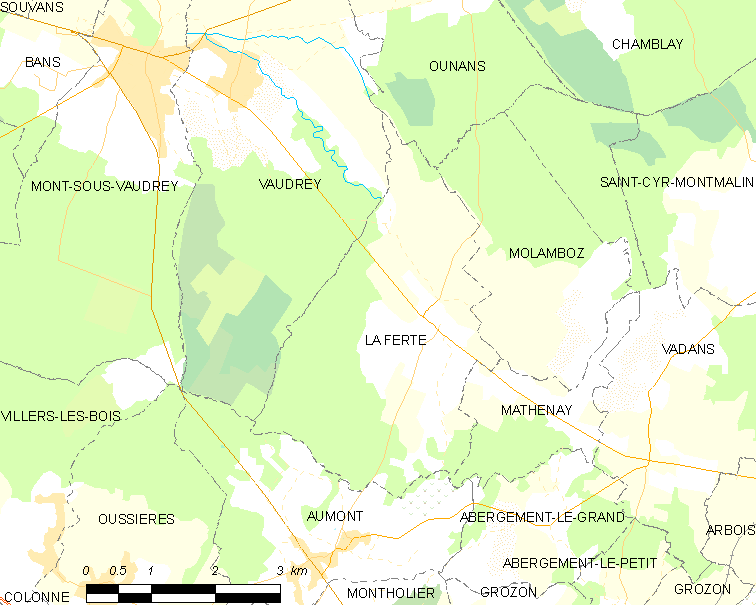
拉费泰的OSM定位图

拉费泰的时区为UTC+01:00、UTC+02:00（夏令时）。

## 行政
拉费泰的邮政编码为39600，INSEE市镇编码为39223。

## 政治
拉费泰所属的省级选区为阿尔布瓦县。

## 人口

1962-2008年间拉费泰人口变化图示

拉费泰于2022年1月1日时的人口数量为187人。